# Freh Alfonz Sándor
Freh Alfonz Sándor (Kőszeg, 1832. augusztus 11. – Kőszeg, 1918. július 4.) bencés természetrajztanár, botanikus, entomológus.

## Életrajza
1850. szeptember 15-én lépett be a Szent Benedek-rendbe, ez időtől Pannonhalmán tanult, 1857. augusztus 31-én szentelték áldozópappá, ezt követően Kőszegre került, ott is maradt haláláig.
A Pannonhalmi Szent Benedek Rend Kőszegi Katolikus Ferenc József Gimnáziumában tanított 1857-től 1863-ig, ahol jelentős természetrajzi gyűjteményeket hozott létre. 1863-tól 1867-ig hitszónok volt, majd ismét tanár.
A Kőszegi-hegység botanikai kutatásának első ismertetője volt, aki gyümölcsöző kapcsolatot ápolt kora híres botanikusával, Borbás Vincével. A Kőszeg környékén gyűjtött állatfajok első hiteles közlője, főként a rovarok jó ismerője volt. Működése serkentőleg hatott a térség további (Waisbecker Antal, Piers Vilmos, Chernel István) természetrajzi kutatására is.
Tudományos igényű (Herbarium Florae Ginsiensis) és didaktikai célokat szolgált (Herbarium Gymnasii Ginsiensis) növénygyűjteményei a szombathelyi Savaria Múzeumban vannak.
Nevét emléktáblák és több latin növénynév is őrzi.

## Főbb munkái
- Növényzet. In: Chernel Kálmán (szerk.): Kőszeg szabad királyi város jelene és múltja. I. Jelenkor (Szombathely, 1877, pp. 46–49)
- Kőszeg viránya (Értesítvény a kőszegi Katholikus Kisgymn.-ról 1875/76, Szombathely, 1876, pp. 3–33)
- A kőszegi Katholikus Kisgymnasium terménytári gyűjteményei (Ért. a kőszegi Kath. Kisgymn.-ról 1877/78, Szombathely, 1878, pp. 11–23)
- Kőszeg és vidékének viránya (Ért. a kőszegi Kath. Kisgymn.-ról 1882/83, Szombathely, 1883, pp. 2–63)